# 冬赤箭
冬赤箭（学名：Gastrodia pubilabiata）为蘭科赤箭屬下的一个种。

## 扩展阅读
- 維基物種上的相關：冬赤箭